# ألبرت جيمس هانان
ألبرت جيمس هانان (بالإنجليزية: Albert James Hannan)‏ هو محامي أسترالي، ولد في 27 يوليو 1887، وتوفي في 1965.

## حياته
ولد في بورت بيري، وهو الابن البكر لفرانسيس أوغستين «فرانك» حنان (1850 -5 يناير 1931) وماري إلين حنان (1855 -24 يونيو 1934). درس ألبرت في المدرسة المحلية، ثم في كلية القلب المقدس، سيمافور، تليها جامعة أديلايد. بعد مسيرته الدراسية، فاز بمنحة ديفيد موراي الدراسية في عامي 1909 و 1912 م وجائزة ستو في عامي 1910 و 1912 م، حصل على ليسانس الحقوق في عام 1912 م وماجستير الحقوق في عام 1914 م. انضم حنان إلى وزارة التعليم وتم قبوله في نقابة المحامين في عام 1913 وأصبح عضوا دائما في الخدمة الحكومية كمساعد ثم مسؤول الصياغة البرلمانية قبل تعيينه مساعد محامي التاج. وأصبح محامياً لدى التاج في نيسان/أبريل 1927، وكان محاضراً في نظرية القانون والسلطة التشريعية والقانون الروماني والفقه في جامعة أديليد. كان رياضيا متحمسا، متفوقا في التنس واللاكروس.
```
ومثل حكومة جنوب أستراليا وغرب أستراليا في استئناف تأميم البنوك أمام مجلس الملكة الخاص في لندن في عام 1949.
وقد انتقد بشدة منظمة «القضية المشتركة» (Common Cause)، متهماً المنظمة بأنها إما جبهة شيوعية أو عرضة للاستيلاء عليها من قبل الشيوعيين. وأثار جدلاً عندما اتهم حكومة (حزب العمال) الكومنولث علناً بالتنصت على هاتفه والتدخل في بريده الإلكتروني.
تقاعد في سن 65.
```